# Jeffrey Wirtz
Jeffrey Wirtz (Breda, 28 november 1996), beter bekend onder zijn pseudoniem Egbert, is een Nederlandse videomaker op YouTube en livestreamer op Twitch. Ook was hij van 2023 tot 2024 sidekick bij de talkshow Beau op RTL 4. In 2024 behaalde zijn kanaal 'Egbert Kanaal' de 200.000 abonnees.

## Youtube
Wirtz is sinds 2013 actief op YouTube. Hier heeft hij vier verschillende kanalen, waarvan twee inmiddels inactief zijn.

### Egbert Kanaal
Op 7 april 2017 maakte Wirtz het kanaal 'Schunnig' aan, dat hij later hernoemde naar 'Egbert Kanaal'. Hier maakte hij aanvankelijk sketches. Hij koos een jaar na het aanmaken van het kanaal, om onder het pseudoniem 'Egbert' video's te maken, om die zoveel mogelijk los te laten staan van zijn professionele werk. Egbert Kanaal is groot geworden met het maken van reactievideo's op bijzondere en obscure kanalen en websites op het internet en daarbuiten. Samen met Tejak en Koelka maakte Wirtz tussen 2019 en 2023 muziek onder de naam Vlegels.

### Eerdere kanalen
Op 25 juni 2011 maakte Wirtz zijn eerste YouTube-kanaal 'JeffDazzle' aan. Hier maakte hij op zestienjarige leeftijd sketches en vlogs. Hier maakte hij ook video's met andere youtubers, waaronder Theaumes en Bardo Ellens. Deze video's staan niet meer op het kanaal.
Op 3 december 2015 maakte Wirtz samen met een vriend het kanaal 'Atomic Punch' aan. Hier maakten zij Engelstalige video's met een focus op visual effects, geïnspireerd door YouTubekanalen als Corridor Digital. De meest bekeken video op dit kanaal behaalde meer dan 5,5 miljoen weergaven. Uiteindelijk besloten zij om te stoppen met dit kanaal, omdat het niet langer rendabel was. Het maken van een enkele video nam namelijk al snel meer dan twee maanden in beslag.

### Legends of Gaming NL
In 2019 deed Wirtz mee met Legend Gezocht, waarin de makers van Legends of Gaming NL naar nieuwe 'legends' zochten voor het vierde seizoen. Dit werd uiteindelijk Kacper Przybylski. Wirtz werd derde.
Uiteindelijk kwam hij toch langs in het vierde seizoen en bleef hij hangen voor de rest van de Legends of Gaming seizoenen: hij deed ook mee met seizoenen 5, 6, 7, 8 en 9.

## Twitch
Wirtz is ook actief op de streamingsdienst Twitch, onder de naam 'Egbertlive'. Op 5 januari 2024 heeft hij daar meer dan 40.000 volgers.
Nadat Wirtz 100.000 abonnees behaalde op zijn YouTubekanaal, maakte hij met toepassing van AI een oneindige sitcom. Deze was twee maanden lang 24/7 te zien op het Twitchkanaal 'altijd live'. Kijkers konden onderwerpen sturen, waarmee de AI een sitcomaflevering zou maken.
Op 31 maart 2024 lanceerde Wirtz op Twitch zijn eigen AI-gestuurde radiostation, genaamd Radio HDFM. Dit station werd later offline gehaald door Wirtz vanwege verschillende fouten in het besturingsprogramma. Op 1 juni 2025 kondigde Wirtz aan dat hij de fouten had opgelost, en het radiostation opnieuw beschikbaar maakte.

## Televisie
Op 30 oktober 2023 maakte Wirtz zijn debuut als sidekick bij de talkshow Beau op RTL 4. Hij was zes weken lang dagelijks de vaste sidekick van Beau. In maart 2024 mocht hij deze rol weer vervullen in het volgende seizoen. In het seizoen dat eind 2024 begon was hij niet meer aanwezig als sidekick.
Bij het programma Van A naar onbekend met mede YouTube creators de Bankzitters heeft Wirtz in seizoen 1 de voice-over verzorgt.

## Film
Bij de film Project Gio was Wirtz verantwoordelijk voor de eindmontage.

## Prijzen, nominaties en deelnames
| Jaar | Prijs/ deelname      | Categorie                           | Resultaat   |
| ---- | -------------------- | ----------------------------------- | ----------- |
| 2019 | Legends of Gaming NL | Legends of Gaming Legend gezocht    | 3e          |
| 2020 | Legends of Gaming NL | Legends of Gaming Seizoen 4         | 3e          |
| 2020 | Dutch Stream Awards  | Beste Mannelijke Streamer (jury)    | Gewonnen    |
| 2021 | Legends of Gaming NL | Legends of Gaming Seizoen 5         | 14e         |
| 2021 | Dutch Stream Awards  | Beste Stream (jury)                 | Gewonnen    |
| 2021 | Dutch Stream Awards  | Beste Productie (jury)              | Genomineerd |
| 2022 | Legends of Gaming NL | Legends of Gaming Seizoen 6         | 13e         |
| 2022 | Dutch Stream Awards  | Beste Mannelijke Streamer (publiek) | Genomineerd |
| 2022 | Dutch Stream Awards  | Beste Stream (publiek)              | Genomineerd |
| 2023 | Legends of Gaming NL | Legends of Gaming Seizoen 7         | 6e          |
| 2023 | Dutch Stream Awards  | Beste Mannelijke Streamer (publiek) | Genomineerd |
| 2023 | Dutch Stream Awards  | Beste Mannelijke Streamer (jury)    | Gewonnen    |
| 2023 | Dutch Stream Awards  | Beste Productie (jury)              | Gewonnen    |
| 2023 | Dutch Stream Awards  | Beste Stream (publiek)              | Genomineerd |
| 2024 | Legends of Gaming NL | Legends of Gaming Seizoen 8         | Gewonnen    |
| 2025 | Legends of Gaming NL | Legends of Gaming Seizoen 9         | 7e          |